# Ihor Simonow
Ihor Hennadijowycz Simonow, ukr. Ігор Геннадійович Симонов, ros. И́горь Генна́диевич Си́монов, Igor Giennadijewicz Simonow (ur. 19 czerwca 1958 w Makiejewce, w obwodzie donieckim) – ukraiński piłkarz, grający na pozycji obrońcy, trener piłkarski.

## Kariera piłkarska

### Kariera klubowa
Wychowanek klubu sportowego Zarewo Makiejewka. Jako junior występował w miejscowej drużynie Szachtar Makiejewka. Rozpoczął karierę piłkarską w 1976 roku w drużynie rezerw Szachtara Donieck, a w 1979 debiutował w pierwszej jedenastce. Kiedy w 1986 trenera Wiktora Nosowa zmienił Ołeh Bazyłewycz, który obrał kurs na odmłodzenie składu, piłkarz był zmuszony opuścić doniecki klub. Najpierw bronił barw Szachtara Gorłówka i Fakiełu Woroneż. A w następnym 1987 został piłkarzem Dinama Stawropol, w którym występował przez dwa sezony. W 1989 powrócił do Makiejewki, gdzie bronił barw miejscowych zespołów Kiroweć Makiejewka i Bażanoweć Makiejewka. Na początku 1994 został zaproszony do Szachtara Śnieżne, w którym latem 1995 zakończył karierę piłkarską.

## Kariera trenerska
Po zakończeniu kariery zawodniczej w latach 1993-1995 pomagał trenować Bażanoweć Makiejewka. W 1996 wyjechał na stałe miejsce zamieszkania do Niemiec. Początkowo pracował jako zwykły robotnik w fabryce. W 2003 rozpoczął karierę trenerską w szkole piłkarskiej znanego trenera i piłkarza Karl-Heinza Körbela, która działa pod egidą klubu Eintracht Frankfurt.

## Sukcesy i odznaczenia

### Sukcesy klubowe
- wicemistrz ZSRR: 1979
- zdobywca Pucharu ZSRR: 1980, 1983

### Odznaczenia
- tytuł Mistrza Sportu ZSRR: 1980